# Harald Smedal
Harald Smedal, född 5 april 1859 i Kristiansand, död 3 maj 1911 i Kristiania, var en norsk jurist. 
Smedal blev juris kandidat 1881, studerade som statsstipendiat straffrätt och fängelseväsen i Sverige, Danmark, Tyskland, Schweiz och Italien 1882–85, blev høyesterettsadvokat 1886 och statsadvokat i Borgarting lagmannsrett 1889. Han blev 1891 ledamot och var sedan 1904 ordförande i civilprocesslagkommissionen. Han var 1891–92 ordförande i krigslagkommissionen och 1892–96 ledamot av den civila strafflagkommissionen. 
Smedals medverkan vid dessa lagreformer fick grundläggande betydelse, och lagförslagens motivering är till större delen hans verk. Under tiden 14 oktober 1895 till 17 februari 1898 var han statsråd, först medlem av norska statsrådsavdelningen i Stockholm, sedan justitieminister. Han var generalkrigsadvokat, senare kallad generaladvokat, 1901–06, från 1904 därjämte konstituerad som riksadvokat (utnämnd som sådan 1906). Smedal författade betänkanden och uppsatser (bland annat i "Nordisk tidsskrift for fængselsvæsen").